# Jean-Baptiste Cupis de Camargo
Jean-Baptiste Cupis de Camargo (* 23. November 1711 in Brüssel; † 30. April 1788 in Paris) war ein französischer Violinist und Komponist. Er war der Bruder des Violinisten François Cupis de Camargo und der Tänzerin Marie Anne Cupis de Camargo.

## Leben
Cupis erhielt den ersten Musikunterricht von seinem Vater, einem aus Frankreich stammenden Tanz- und Musiklehrer. Die Familie zog um 1720 nach Paris. 1729 heiratete er in Paris Constance Dutour. Als einer der bekanntesten Violinisten im Paris seiner Zeit hatte er mehrere Auftritte bei den Concert Spirituel. 1737 erhielt er das königliche Privileg seine Instrumentalwerke zu veröffentlichen, die zwischen 1738 und 1745 gedruckt wurden. Jean-Philippe Rameau widmete Cupis sein 5. Konzert aus den Pièces de clavecin en concert, dem er den Titel La Cupis gab. Sein Geigenspiel war äußerst brillant, verschiedene seiner Werke fordern erstmals in Frankreich das Spiel in der 8. Lage, dazu setzte er komplizierte Doppelgriffe und Bogenstriche ein. In seinen Spielanweisungen setzte er dynamische Bezeichnungen ein, was zu seiner Zeit noch keine gängige Praxis war.
1750 erhielt er das Offizierspatent der „Capitainerie royale“, welche sich mit der königlichen Jagd, Fischerei und Forsten befasste. Cupis war einer der ersten Bürgermeister des damals noch in bewaldetem Gebiet liegenden Pariser Vororts Montreuil. Als solcher wurde er 1773 zum Baron geadelt. Die letzten Jahre seines Lebens verbrachte er mit baumkundlichen Studien.

## Familie
- Seine Schwester Marie Camargo war eine der bekanntesten Tänzerinnen ihrer Zeit.
- Sein jüngerer Bruder François Cupis de Renoussard (1732–1808), Cellist und Komponist, war von 1750 bis 1770 mit einem weiteren Bruder Mitglied der Pariser Opéra Royale.
- Jean-Baptiste Cupis «le jeune» (* 1741) war wie sein Onkel Mitglied der Pariser Oper. Neben einer Cello-Methode komponierte er die Sonaten op. 1, drei weitere opp. Duos für Celli und zahlreiche Lied- und Arienbearbeitungen. Sein Concerto à grand orchestre pour le violoncelle (1783) zählt zu den ersten französischen Cellokonzerten.

## Werke
- op. 1 Sonates à Violon seul avec la basse continue (1738)
- op. 2 Sonates à Violon seul avec la basse continue (1742) Die erste Sonate enthält das häufig im Nachdruck erschienene "Cupis Menuett".
- op. 3 Six Symphonia à quatres parties (um 1745)

| Personendaten    | Personendaten                         |
| ---------------- | ------------------------------------- |
| NAME             | Cupis de Camargo, Jean-Baptiste       |
| ALTERNATIVNAMEN  | Cupis le violon                       |
| KURZBESCHREIBUNG | französischer Violinist und Komponist |
| GEBURTSDATUM     | 23. November 1711                     |
| GEBURTSORT       | Brüssel                               |
| STERBEDATUM      | 30. April 1788                        |
| STERBEORT        | Paris                                 |